# Konfliktpartnerschaft
Konfliktpartnerschaft ist ein Begriff, den der Industriesoziologe Walther Müller-Jentsch mit dem gleichnamigen Titel des von ihm herausgegebenen Sammelbandes 1991 geprägt hat.
Der Begriff tritt in Konkurrenz zu dem geläufigeren Begriff der Sozialpartnerschaft. Wie dieser bezeichnet er die Beziehungen zwischen den Akteuren von Kapital und Arbeit – Gewerkschaften und Arbeitgeberverbände einerseits, Betriebsrat und Management andererseits –, betont aber deren häufig in konfliktiven Auseinandersetzungen ausgetragene Interessengegensätze. Müller-Jentsch begründet seine Begriffsschöpfung damit, dass die Interessenkonflikte zwischen Kapital und Arbeit „heute schwerlich noch mit dem Interpretationsschema des Klassenkampfes zu begreifen“ seien, sie aber „andererseits mit dem Begriff der Sozialpartnerschaft bagatellisiert“ würden. Auch wenn beide Arbeitsvertragsparteien „letztlich nur auf dem Weg von Kooperation und konsensuellen Problemlösungen zu effizienten wirtschaftlichen Ergebnissen gelangen können“, bleibe „ihr Verhältnis ein konfliktuelles“.
Wolfgang Streeck erscheint „kaum ein Begriff in der einschlägigen deutschsprachigen Literatur (…) auf den ersten Blick so glücklich gewählt wie dieser“.